# 黒い裾
黒い裾（くろいすそ）は、幸田文の小説。1954年7月、雑誌『新潮』に掲載、単行本は1955年7月、中央公論社刊の『黒い裾』に収録。

## あらすじ
一六歳の千代は、母親名代で初めて葬式という人が集まる場へ出た。喪服の無い肩身の狭さから緊張しきっていたところ、酒井家の代理として来た劫と出会う。二人は葬儀という場でしか会うことはなく、葬式のときだけの相棒となっていく。後に千代は女学校の卒業祝いの代わりに喪服を拵えてもらう。年齢を経るにつれ、葬儀の回数をこなし場に慣れていく千代。「不幸がなければ母親名代と酒井代理は会うことがない。」それぞれが結婚をするが葬儀の場での交際は続いていた。戦時中に劫の叔父にあたる酒井さんを葬り、終戦を迎え母の葬儀を終えた頃、劫は様々な罪状から行方をくらます。
最後の長上である叔父の葬式でも祝い代わりの喪服は着られる。男性の祝いごとに新調するモーニングと違って、三〇年以上の長い間、戦時下を越えて葬儀で使用されてきた千代の喪服。「喪服一代は女一代に頃あいなのかな」そんなことを考えながら、葬式の受付役青年に訪れ始めたおちつきを感じ取った。

## 登場人物
千代
一六歳で、母親名代としてはじめて葬儀へ出席する。当初、喪服のないことに引け目を感じていたが、葬儀でめいっぱい働くことで気にならなくなる。若い時は真向きな気持ちややり方を常としていた。女学校の卒業祝いの代わりに喪服を拵えてもらい、以降三〇年以上に渡ってこの喪服を葬儀の時に着用する。五〇代で最後の長上である叔父の葬儀を迎え、その際に喪服の裾に大胆にも鋏を入れる。母親名代として出席した葬儀会場で劫と出会い、葬式の時のみ交流を交わす仲になる。家族や身辺について語られるとき、男性がいないことが多い。女性のみの暮らしがよく語られる。
母親
千代の母親。女学校卒業祝いに喪服を拵えることを縁起が良くないと反対したが、喪服を着た娘を見て「なかなかいい」という。しかし、それから二〇年を経て千代が夫の葬儀に同じ喪服を着た姿を見て「むかしの姿はまるで無い」と嘆く。亡くなった日は定かでないが、終戦と同時に千代に送られる。
伯父
千代がはじめて手伝いをした葬儀の故人。千代と葬儀のつながりがこの葬儀後の会食からはじまる。
次郎叔父さん
千代の父。劫から見ると叔父にあたる。母親名代である千代と一緒に葬儀の手伝いをしているはずだが、物語内で登場することはない。「いかにも片親育ちのしっかりした娘」「母と二人きりの食卓」から、物語内では死別している。
劫
酒井劫。千代と同じくはじめて酒井家代理として伯父の葬儀の手伝いをする。千代とはここで出会う。当初、ひとりで座の賑やかさを製造するといったおっちょこちょいであったが、半年後にはおちつきが見られ千代を驚かす。一時期千代を嫁にもらおうとしていたが、叔父の酒井さんによって媒酌を断られた。仕事、家庭と万事順風満帆であったが、戦後に多数の罪名が発覚し姿をくらます。
酒井さん
劫の叔父。地方の豪家の跡取りであったが、上京し仕事と住まいを持つ。一族きっての婿の第一位と言われる程、誰よりも目を置かれている人物であった。後に劫に対してひどく機嫌がわるくなる。戦時下に疎開する際に焼夷弾にやられ、製材所で息を引き取る。その土地の習慣により、土葬によって葬られた。
お茶番の女
千代がはじめて葬儀へ手伝いをした場所で一緒に働いていたもの。伯父の葬儀、百ヶ日後の会食にも出席する。
同年輩の従姉妹はとこ
千代と同年輩。未婚の為、紫の紋付に白い帯を締めている。喪服の無かった千代から見るとおとなたちの黒い喪服と同様上品に映っていた。
桂子
酒井桂子。伯父の娘の中の長女。夫は酒井さんにあたる。千代の働きぶりに感心し、伯父の葬儀後、百ヶ日空けて会食に千代を誘う。その時に切子へ銀の蓋をつけた白粉壺を贈る。劫と千代が結婚できなかったことを少し惜しいと思う。戦時下で酒井さんが焼夷弾にやられ葬る際に火葬で骨一つ拾うが、あまりの凄惨な光景に失神しそうになる。
父方の叔母
つれあいを亡くす。しっかり者の常で気が強い。葬儀の場では昂奮しているのもあって、故人の親類一同を抑えつけ、叔母方の親類で取り仕切っていた。
本家の長男
千代の従兄。叔父といったほうが適当なくらいに年齢のひらきがあり、さして親しくない人であった。
酒井さんの弟
病弱であった。千代とは五六回しか会ったことはない。本葬は郷里ですることもあり、仮の葬りは寂しいものであった。千代がはじめて喪服を着た葬儀。
郷里で劫の相棒を勤める従妹
酒井劫の従姉。劫から千代への手紙に「のろくさくてじれったくてたまりません。僕の相棒を勤める従妹はその最たるもので天地悠久といった感があります。」と書かれ千代と比べられる。
栄子
桂子の一番下の妹。酒井一族の一人に嫁いだが、結婚後体調が悪く、いつも円窓のある部屋で寝起きしていた。
夫
千代が嫁いだ男。「性格の弱い、人のいい、親譲りの少しばかり貯えを持つ、生活力の薄い男」と語られる。結婚後二年して千代とうまく行かなくなる。ドイツ語の長い名前がつく珍しい病気に罹って死ぬ。
ある高名な医師
千代の夫が病気に罹ったときに治療を施した医師。夫の死ぬ際に脈もとった。葬儀は研究室のある大学で行われ、静寂にして盛んな葬送であった。
女の子
千代の娘。千代の結婚後、二年して生まれた一人娘。十年ほどで父親と死別する。戦時下では母と千代と娘の三人で暮らし、後に家を出ていく。
蓬髪の女
酒井さんの疎開先にたった一人で住む、気味の悪い老婆。酒井さんを葬る際に手筈を整える。大きな炎に包まれた遺体を運ぶ様は鬼婆のようであった。千代と劫が焼き上げた遺体の骨を拾う際に「こっちの旦那とこっちの奥さんと、夫婦じゃねえね、臭いね。」と含み笑いで言い、千代を震わせた。
二三来た酒井家の男たち
酒井さんの棺を釜に入れる際に手伝った。千代はこの男たちに交じり、男なみの力で棺を釜へ入れるのを手伝った。
最後の長上である叔父
千代の叔父の中で最後の長上であった。最後の葬儀であると共に、千代と葬儀のつながりが終わる。
ばあや
千代の後年、ひとり住む家に手伝いとしている年寄りの女。ふってくる小言を避ける様な言い回しや、物分りの遅さにじれったい面が見られる。千代が喪服の裾に鋏を入れる姿を見、生きたまま自分の葬儀を見た心地がした。
咲さん
千代の後年、ばあやと交替で家に手伝いとしてやってくる人物か。名前からして女である可能性が高い。千代は「ひとり住み」とあるので、娘ではない。
そこの従姉の息子
最後の長上である叔父の葬式で受付役をしていた若々しい青年。世帯くさくない、のびのびとした若さを持つ。